# Lijst van Dromiidae
De lijst van Dromiidae bevat alle wetenschappelijk beschreven geslachten krabben uit de familie van de Dromiidae.

## Dromiinae
- Alainodromia  McLay, 1998
- Ameridromia  †  Blow & Manning, 1996
- Ascidiophilus  Richters, 1880
- Austrodromidia  McLay, 1993
- Barnardomia  McLay, 1993
- Conchoecetes  Stimpson, 1858
- Cryptodromia  Stimpson, 1858
- Cryptodromiopsis  Borradaile, 1903
- Desmodromia  McLay, 2001
- Dromia  Weber, 1795
- Dromidia  Stimpson, 1858
- Dromidiopsis  Borradaile, 1900
- Dromilites  †  H. Milne Edwards, 1837
- Epigodromia  McLay, 1993
- Epipedodromia  André, 1932
- Eudromidia  Barnard, 1947
- Exodromidia  Stebbing, 1905
- Foredromia  McLay, 2002
- Fultodromia  McLay, 1993
- Haledromia  McLay, 1993
- Hemisphaerodromia  Barnard, 1954
- Homalodromia  Miers, 1884
- Kerepesia  †  Müller, 1976
- Kromtitis  †  Müller, 1984
- Lamarckdromia  Guinot & Tavares, 2003
- Lauridromia  McLay, 1993
- Lewindromia  Guinot & Tavares, 2003
- Lucanthonisia  †  Van Bakel, Artal, Fraaije & Jagt, 2009
- Mclaydromia  Guinot & Tavares, 2003
- Metadromia  McLay, 2009
- Moreiradromia  Guinot & Tavares, 2003
- Noetlingia  †  Beurlen, 1928
- Paradromia  Balss, 1921
- Petalomera  Stimpson, 1858
- Platydromia  Brocchi, 1877
- Pseudodromia  Stimpson, 1858
- Speodromia  Barnard, 1947
- Stebbingdromia  Guinot & Tavares, 2003
- Sternodromia  Forest, 1974
- Stimdromia  McLay, 1993
- Takedromia  McLay, 1993
- Tumidodromia  McLay, 2009
- Tunedromia  McLay, 1993

## Hypoconchinae
- Hypoconcha  Guérin-Méneville, 1854

## Sphaerodromiinae
- Eodromia  McLay, 1993
- Frodromia  McLay, 1993
- Sphaerodromia  Alcock, 1899